# کریستین پدرینلی
کریستین پدرینلی (انگلیسی: Cristian Pedrinelli؛ زادهٔ ۱۶ آوریل ۱۹۹۳) بازیکن فوتبال اهل ایتالیا است.
از باشگاه‌هایی که در آن بازی کرده‌است می‌توان به باشگاه فوتبال برشا و باشگاه فوتبال پارما اشاره کرد.